# Edwin Abbott Abbott
(Flatlandia - parte I. Citazione di Shakespeare: frate Lorenzo a Romeo, in Romeo e Giulietta)
Edwin Abbott Abbott (Marylebone, 20 dicembre 1838 – Hampstead, 12 ottobre 1926) è stato uno scrittore, teologo e pedagogista britannico.

## Biografia
Conosciuto tra i suoi contemporanei soprattutto come autore di opere teologiche, saggi letterari e manuali scolastici, Abbott è noto oggi principalmente quale autore di Flatland – A romance of many dimensions (in italiano Flatlandia – Racconto fantastico a più dimensioni).
Abbott compì la sua formazione letteraria, scientifica e teologica alla City of London School, al St. John's College di Cambridge, alla King Edward's School di Birmingham e infine al Clifton College. Prese i voti di sacerdote della Chiesa Anglicana nel 1862.
Tra il 1865 e il 1889 ricoprì l'incarico di rettore della City of London School, introducendo varie innovazioni che resero la scuola una delle migliori del tempo. Ripristinò, in particolare, la pronuncia classica del latino, e rese obbligatorio l'insegnamento della chimica per tutti gli studenti.
Nel 1889 si ritirò dall'insegnamento attivo per dedicarsi allo studio e alla scrittura. La sua produzione letteraria fu molto intensa (più di quaranta libri) ed eterogenea: spaziò dalle opere teologiche (Philocristus – 1891; Onesimus – 1892) ai manuali scolastici (How to write clearly – 1872; Shakespearian Grammar - 1870), alle biografie (quella di Francis Bacon è del 1885), sino all'opera per cui oggi è maggiormente noto, Flatlandia, pubblicata anonima nel 1884.
Flatlandia, che conobbe un successo limitato al suo apparire, è la prima opera in cui, attraverso la descrizione minuta di un mondo a due sole dimensioni, ovvero piatto, si suggerisce la quarta dimensione, e forse anche per questo fu riscoperta e particolarmente apprezzata solo nel XX secolo, dopo la divulgazione della teoria della relatività di Albert Einstein.
L'autore, nel suo libro,  «auspica che l'opera, presa nel suo insieme, possa interessare e divertire quegli abitanti di Spacelandia con mentalità aperta e razionale che, quando affrontano argomenti di grande complessità ma al di sopra della propria esperienza comune, da un lato si rifiutano di dire Questo non potrà mai succedere e dall'altro Dev'essere proprio così, ormai conosciamo tutto il conoscibile».
Abbott era il figlio maggiore di Edwin Abbott (1808–1882), già rettore della Philological School di Marylebone. Uno dei suoi fratelli, Evelyn Abbott (1843-1901), insegnò ad Oxford e fu autore di una storia della Grecia.

## Opere
- Shakespearean Grammar (1870)
- How to write clearly (1872)
- Flatlandia. Racconto fantastico a più dimensioni (1884) - Adelphi Milano (1996)
- Philochristus (1891)
- Onesimus (1892)
- Johannine Vocabulary (1905)
- Johannine Grammar (1906)
- Silanus the Christian (1908)